# Малый сатана
Ма́лый сатана́ (перс. شیطان کوچک‎, Шайтан-э Кучак; араб. الشيطان الأصغر‎, ивр. השטן הקטן‎) — антисионистский уничижительный эпитет, используемый иранскими лидерами в отношении Израиля. При этом к США применяется связанный по смыслу контрастный эпитет «большой сатана».

## История использования
Согласно некоторым источникам лидер иранской революции Рухолла Хомейни впервые использовал этот термин в его современном значении. Израиль был осуждён как «малый сатана» в 1979 году Хомейни, когда он говорил о поддержке Израилем шаха, его тесных связях с США и продолжающемся израильско-палестинском конфликте.
Согласно другим источникам, таким как Glasgow Herald, полковник Каддафи из Ливии заявил, что «Израиль — это малый сатана» в июле 1980 года.
Премьер-министр Израиля Биньямин Нетаньяху использовал эту фразу, говоря об иранской риторике во время визита в Соединённые Штаты, заявив: «Для мулл, правящих Тегераном, Израиль — это малый сатана, а Америка — большой сатана».
Схожий термин, «меньший сатана», использовался аятоллой Хомейни и по отношению к СССР в период враждебных отношений между Исламской Республикой и СССР до 1989 года.

## Современное использование
Термин «малый сатана» часто используется исламистскими террористами для вербовки террористов и шиитами для пропаганды ненависти к Израилю. Термин также широко используется в современной иранской пропаганде.
На ливанских пограничных воротах «Фатима» на границе с Израилем были возведены две колонны, чтобы люди совершали символическое побивание камнями «малого сатаны» (Израиль) и «большого сатаны» (США). Подразумевается, что этот акт символизирует бросание камней в израильских солдат. «Хизбалла», разделяющая с Ираном политическую идеологию, также называет Израиль «сионистским образованием» и «малым сатаной».

## Анализ
Зеэв Маген написал в The Wall Street Journal, что в отношении Ирана к «большому сатане» и «малому сатане» существует критическое различие, которое нельзя игнорировать: хотя в Иране с одинаковым рвением скандируют «Смерть Америке» и «Смерть Израилю», тактически они знают, что «большой сатана» им не по зубам. В обращении к Комитету по правительственной реформе Палаты представителей США Биньямин Нетаньяху сказал, что солдаты воинствующего ислама называют Израиль «малым сатаной», чтобы чётко отличить его от страны, которая всегда была и всегда будет «большим сатаной».